# Nueva Granada
Nueva Granada ist eine Gemeinde (municipio) im Departamento Magdalena in Kolumbien.

## Geographie
Nueva Granada liegt in Magdalena auf einer Höhe von 20 Metern 220 km südlich von Santa Marta und hat eine Jahresdurchschnittstemperatur von 33 °C. An die Gemeinde grenzen im Norden Sabanas de San Ángel und Plato, im Osten Ariguaní und Sabanas de San Ángel, im Süden Santa Ana und im Westen Plato.

## Bevölkerung
Die Gemeinde Nueva Granada hat 21.707 Einwohner, von denen 8596 im städtischen Teil (cabecera municipal) der Gemeinde leben (Stand: 2022).

## Geschichte
Nueva Granada wurde 1885 von Fernando Liñán Aroca unter dem Namen La Perulera gegründet. Ein späterer Name war El Perú, der aber wegen des kolumbianisch-peruanischen Krieges 1932 in Nueva Granada geändert wurde. Den Status einer Gemeinde erhielt Nueva Granada 1996.

## Wirtschaft
Die wichtigsten Wirtschaftszweige von Nueva Granada sind Rinderproduktion und Milchproduktion sowie Fischerei.